# Evergreen (PVRIS)
Evergreen è il quarto album in studio di PVRIS, pubblicato il 14 luglio 2023.

## Tracce
1. I Don't Wanna Do This Anymore – 3:31
2. Good Enemy – 2:10
3. Goddess – 2:32
4. Animal – 2:51
5. Hype Zombies – 2:13
6. Take My Nirvana – 2:47
7. Senti-Mental – 2:51
8. Anywhere But Here – 3:46
9. Headlights – 2:58
10. Love Is A... – 3:41
11. Evergreen – 3:13